# Frenchburg (Kentucky)
Frenchburg es una ciudad ubicada en el condado de Menifee en el estado estadounidense de Kentucky. En el Censo de 2010 tenía una población de 486 habitantes y una densidad poblacional de 223,12 personas por km².

## Geografía
Frenchburg se encuentra ubicada en las coordenadas 37°57′12″N 83°37′22″O / 37.95333, -83.62278. Según la Oficina del Censo de los Estados Unidos, Frenchburg tiene una superficie total de 2.18 km², de la cual 2.18 km² corresponden a tierra firme y (0.12%) 0 km² es agua.

## Demografía
Según el censo de 2010, había 486 personas residiendo en Frenchburg. La densidad de población era de 223,12 hab./km². De los 486 habitantes, Frenchburg estaba compuesto por el 98.97% blancos, el 0% eran afroamericanos, el 0% eran amerindios, el 0% eran asiáticos, el 0% eran isleños del Pacífico, el 0.21% eran de otras razas y el 0.82% pertenecían a dos o más razas. Del total de la población el 1.23% eran hispanos o latinos de cualquier raza.